# Рошди Зем
Рошдѝ Зем (на френски: Roschdy Zem) e френски киноактьор, кинорежисьор и киносценарист от марокански произход. 

## Биография
Дебютира в киното през 1987 г. с второстепенна роля във филма „Les Keufs“. До началото на 2010 г. се e снимал общо в 70 филма. Сценарист и режисьор е на филма „Злонамерено“ (2006). В България е познат с ролите си във филмите „Отвъд морето“ (1997), „Луиз (Втори дубъл)“ (1998), „Санса“ (2003), „Ордо“ (2004), „36“ (2004), „Дни на слава“ (2006), „Момичето от Монако“ (2008).

## Награди
- Награда за най-добра мъжка роля на фестивала в Кан, 2006 г.
- Награда на кинофестивала във френския град Сиота, 2006 г.
- Номинация за наградата „Сезар“ най-добра мъжка второстепенна роля, 2006 г.
- Номинация за наградата „Сезар“ най-добра мъжка второстепенна роля, 2009 г.